# Sandeman
Sandeman ist ein Handelsunternehmen für Wein und Spirituosen, insbesondere spanische und portugiesische Süßweine (Sherry, Portwein und Madeira), aber auch Weinbrand und Douro-Rotweine.
Gegründet wurde die Firma 1790 in London vom Schotten George Sandeman als Import-Unternehmen für Port und Sherry. Bald wurden Niederlassungen in Spanien (1795 in Cádiz) und Portugal (1811 in Vila Nova de Gaia) gegründet.
Seit 2002 gehört das Unternehmen zur Sogrape-Gruppe.
Das Erkennungszeichen des Unternehmens ist seit 1928 die schwarze Silhouette eines Zorro-ähnlichen Mannes mit Hut und langem Mantel, der ein Weinglas zum Mund führt, genannt Der Don. Der Caballero-Hut steht für die spanischen, der schwarze Studenten-Umhang für die portugiesischen Bereiche des Unternehmens. Gestaltet wurde Der Don 1928 von George Massiot-Brown.